# Cincle à gorge rousse
Cinclus pallasii
Espèce
Statut de conservation UICN

 VU  : Vulnérable
Le Cincle à gorge rousse (Cinclus schulzii) est une espèce d'oiseaux de la famille des Cinclidae présente en Amérique du Sud.

## Répartition

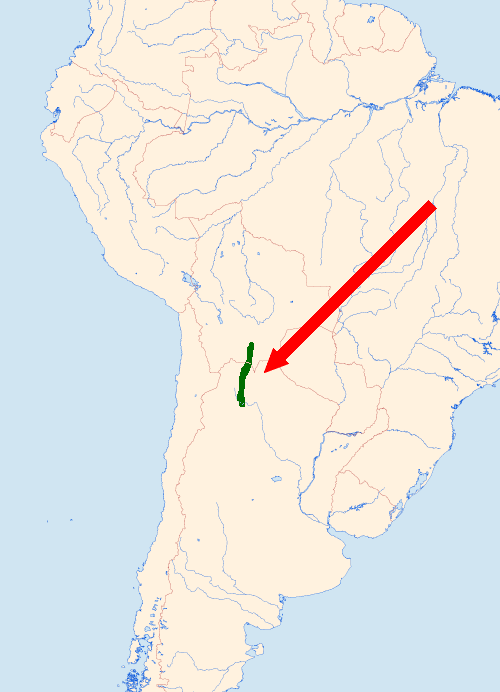
Carte de répartition de l'espèce

Le Cincle à gorge rousse occupe le flanc oriental de la Cordillère des Andes, du sud de la Bolivie au nord-ouest de l'Argentine entre 1 500 m et 2 500 m d'altitude.

## Habitat
À l'instar des autres membres de la famille des Cinclidae, il fréquente les cours d'eau rocheux à flanc de montagne avec des cascades et des chutes. Il affectionne surtout les cours d'eau de 5 m à 15 m de large. Il niche principalement dans les secteurs où croît l'Aulne des Andes (Alnus acuminata).